# Liste der Ausgaben des Brockhaus-Konversationslexikons
Die folgende Liste ist eine Übersicht aller Ausgaben des Brockhaus-Konversationslexikons (1. bis 14. Auflage), vom Großen Brockhaus (15., 16. und 18. Auflage) und der Brockhaus Enzyklopädie (17., 19., 20. und 21. Auflage).
| Auflage     | Jahr      | Band |
| ----------- | --------- | --- |
| Vorgänger   | 1796–1808 | Conversations-Lexikon mit vorzüglicher Rücksicht auf die gegenwärtigen Zeiten (6 Bände), unvollständig. Lexikon von Renatus Gotthelf Löbel und Christian Wilhelm Franke. Am 25. Oktober 1808 erwarb Friedrich Arnold Brockhaus auf der Leipziger Buchmesse das Verlagsrecht und die Vorräte des Werks |
| 1. Auflage  | 1809      | Conversations-Lexicon oder kurzgefasstes Handwörterbuch für die in der gesellschaftlichen Unterhaltung aus den Wissenschaften und Künsten vorkommenden Gegenstände mit beständiger Rücksicht auf die Ereignisse der älteren und neueren Zeit (6 Bände)                                                |
|             | 1810–1811 | 2 Nachtragsbände |
| 2. Auflage  | 1812–1819 | Conversations-Lexikon oder Hand-Wörterbuch für die gebildeten Stände … (10 Bände) |
| 3. Auflage  | 1814–1819 | Conversations-Lexikon oder encyklopädisches Handwörterbuch für gebildete Stände (10 Bände; der 5.–10. Band sind in der 2. und 3. Auflage gleich, die Bände 8–10 sind auch noch bei der 4. Auflage gleich.)                                                                                            |
|             | 1818      | Supplementband für die Besitzer der 1.–3. Auflage mit den Verbesserungen der 4. Auflage |
| 4. Auflage  | 1817–1819 | Allgemeine Hand-Enzyklopädie für die gebildeten Stände (10 Bände) |
|             | 1819–1820 | Supplemente in vier Abteilungen (zumeist in 2 Bänden) für die Besitzer der 1.–4. Auflage mit den Verbesserungen der 5. Auflage |
| 5. Auflage  | 1819–1820 | Allgemeine deutsche Real-Encyklopädie für die gebildeten Stände (Conversations-Lexikon) (10 Bände) |
|             | 1824      | dazu im Auszug ein Supplementband für Besitzer der 5. und früheren Auflagen mit den Verbesserungen der 6. Auflage |
| 6. Auflage  | 1824      | Allgemeine deutsche Real-Encyklopädie für die gebildeten Stände (Conversations-Lexikon) (10 Bände) |
|             | 1822–1826 | dazu und für frühere Auflagen erschienen ferner: „Neue Folge“ = 2 Bände (in 4 Bänden), 11. Band (erste und zweite Hälfte) und 12. Bd. (erste und zweite Hälfte) |
|             | 1829      | dazu im Auszug ein Supplementband für Besitzer der 6. und früheren Auflagen und „Neue Folge“ mit den Verbesserungen der 7. Auflage |
| 7. Auflage  | 1827      | Allgemeine deutsche Real-Encyklopädie für die gebildeten Stände (Conversations-Lexikon) (erstmals 12 Bände, größeres Format) |
|             | 1830      | 2. durchgesehener Abdruck |
| 8. Auflage  | 1833–1837 | Allgemeine deutsche Real-Encyklopädie für die gebildeten Stände (Conversations-Lexikon) (12 Bände) |
|             | 1839      | 1 Band: Universal-Register |
| 9. Auflage  | 1843–1848 | Allgemeine deutsche Real-Encyklopädie für die gebildeten Stände (Conversations-Lexikon) (15 Bände) |
| 10. Auflage | 1851–1855 | Allgemeine deutsche Real-Encyklopädie für die gebildeten Stände (Conversations-Lexikon) (15 Bände) |
| 11. Auflage | 1864–1868 | Allgemeine deutsche Real-Encyklopädie für die gebildeten Stände (Conversations-Lexikon) (15 Bände) |
|             | 1872      | ein Supplementband |
| 12. Auflage | 1875–1879 | Conversations-Lexikon. Allgemeine deutsche Real-Enzyklopädie (15 Bände) |
| 13. Auflage | 1882–1887 | Brockhaus Conversations-Lexikon. Allgemeine deutsche Real-Enzyklopädie (16 Bände) |
|             | 1887      | ein Supplementband |
| 14. Auflage | 1892–1895 | Brockhaus’ Konversations-Lexikon. (16 Bände) |
|             | 1897      | ein Supplementband |
|             | 1898      | Revidierte Jubiläumsausgabe (17 Bände) |
|             | 1901–1908 | Neue revidierte Jubiläumsausgabe (17 Bände) |
|             | 1908–1910 | dto., 4. Ausgabe der 14. Auflage |
|             | 1920      | dto., Neudruck der 4. Ausgabe der 14. Auflage (17 Bände; auf Titelblatt: „1908 – Neudruck 1920“) |
| 15. Auflage | 1928–1935 | Der Große Brockhaus (20 Bände) |
|             | 1935      | Ergänzungsband 21: A–Z |
|             | 1937      | Der Brockhaus Atlas: Die Welt in Bild und Karte |
|             | 1939      | 2. völlig neu bearbeitete Ausgabe nach den ideologischen Vorgaben des Dritten Reiches (20 Bände + 1 Atlasband, davon kriegsbedingt nur Band 1 [A–AST] erschienen – dieser nicht häufig) |
| 16. Auflage | 1952–1957 | Der Große Brockhaus (12 Bände) |
|             | 1958      | Ergänzungsband 13: A–Z |
|             | 1960      | Atlas |
|             | 1963      | Zweiter Ergänzungsband 14: A–Z |
|             | 1967      | Zweiter Ergänzungsband 14: A–Z, Neu bearbeitete Ausgabe |
| 17. Auflage | 1966–1974 | Brockhaus Enzyklopädie (20 Bände) |
|             | 1975      | Unveränderte Jubiläumsausgabe in Ganzleder (grün) |
|             | 1975      | Ergänzungsband 21: Karten |
|             |           | Ergänzungsband 22: A–I |
|             | 1976      | Ergänzungsband 23: J–Z |
|             |           | Ergänzungsband 24: Bildwörterbuch der deutschen Sprache |
|             | 1977      | Unveränderte Ganzlederausgabe (braun) |
|             | 1981      | Ergänzungsband 25: A–Z |
|             | 197?      | Ausgabe im grauen Leineneinband |
| 18. Auflage | 1977–1981 | Der Große Brockhaus (12 Bände) |
|             | 1980      | Unveränderte Jubiläumsausgabe in königsblauem Buckramleinen mit reicher Goldprägung (175 Jahre FAB) |
|             | 1980      | Jubiläumsausgabe in naturbelassenem Leder (Ganzlederausgabe) (175 Jahre FAB) |
|             | 1981      | Ergänzungsband 13: Karten |
|             | 1982      | Ergänzungsband 14: Ergänzungen A–Z |
|             | 1982      | Ergänzungsband 15: Bildwörterbuch der deutschen Sprache |
|             | 1980      | Ergänzungsband 15 (sic!): Deutsches Wörterbuch A–BT |
|             | 1981      | Ergänzungsband 16: Deutsches Wörterbuch BU–FZ |
|             | 1981      | Ergänzungsband 17: Deutsches Wörterbuch G–JZ |
|             | 1982      | Ergänzungsband 18: Deutsches Wörterbuch K–OZ |
|             | 1983      | Ergänzungsband 19: Deutsches Wörterbuch P–STD |
|             | 1984      | Ergänzungsband 20: Deutsches Wörterbuch STE–ZZ |
|             | 1983      | Kompaktausgabe in 26 Bänden (davon 2 Bände „Aktuelle Daten“) in 2 Kassetten |
|             | 1984      | Kompaktausgabe in 26 Bänden (davon 2 Bände „Aktuelle Daten“, aktualisiert) in 2 Kassetten |
|             | 1985      | Traditionsausgabe (geringe Auflage) in weinrot-braunem Cabra-Leder |
| 19. Auflage | 1986–1994 | Brockhaus Enzyklopädie (24 Bände), ISBN 978-3-7653-1100-0 |
|             | 1995      | Ergänzungsband 25: Personenregister |
|             | 1995      | Ergänzungsband 26: Deutsches Wörterbuch A–GLUB |
|             | 1995      | Ergänzungsband 27: Deutsches Wörterbuch GLUC–REG |
|             | 1995      | Ergänzungsband 28: Deutsches Wörterbuch REH–ZZ |
|             | 1996      | Ergänzungsband 29: Wörterbuch Englisch |
|             | 1996      | Ergänzungsband 30: Ergänzungen A–Z |
|             | 1999      | Ergänzungsband 31: Bildwörterbuch Deutsch-Englisch-Französisch |
|             | 1999      | Ergänzungsband 32: Zitate und Redewendungen |
|             | 2001      | Ergänzungsband 33: Großes Fremdwörterbuch (nur bei der Bertelsmannausgabe) |
|             | 1988      | Weltatlas 1. Auflage (509 S.) |
|             | 1993      | Weltatlas 2., neu bearbeitete Auflage (538 S.) |
|             | 1997      | Weltatlas 2., neu bearbeitete Auflage, aktualisierter Nachdruck (537 S.) |
|             | 1989      | Limitierte Sonderauflage (1800 Stück), inszeniert und gestaltet durch den Wiener Aktionskünstler Friedensreich Hundertwasser. |
| 20. Auflage | 1996–1999 | Brockhaus Die Enzyklopädie (24 Bände) |
|             | 1999      | Ergänzungsband 25: Das Bildwörterbuch Deutsch-Englisch-Französisch |
|             | 1999      | Ergänzungsband 26: Großwörterbuch Deutsch-Englisch / Englisch-Deutsch |
|             | 1999      | Ergänzungsband 27: Zitate und Redewendungen |
|             | 1999      | Ergänzungsband 28: A–GRUM (Deutsches Wörterbuch in drei Bänden) |
|             | 1999      | Ergänzungsband 29: GRÜN–RICH (Deutsches Wörterbuch in drei Bänden) |
|             | 1999      | Ergänzungsband 30: RICK–Z (Deutsches Wörterbuch in drei Bänden) |
|             | 2001      | Weltatlas 3., völlig neu bearbeitete Auflage (600 S.) |
|             | 2004      | Weltatlas 4., aktualisierte Auflage (600 S.) |
|             | 2000      | Limitierte Sonderauflage (2000 Stück), inszeniert und gestaltet durch den Wiener Aktionskünstler André Heller. |
|             | 2001      | Limitierte Studienausgabe (24 Bände Paperback) |
|             | 2001      | Weltbild-Studienausgabe (24 Bände Hardcover) |
| 21. Auflage | 2005–2006 | Brockhaus Enzyklopädie (30 Bände mit Audiothek [etwa 4000 Hörbeispiele auf CD]) |
|             | 2007      | Limitierte Sonderauflage (999 Stück), mit fünf Kunstwerken des Künstlers und Schauspielers Armin Mueller-Stahl auf den Buchrücken. |
|             | 2008      | Weltatlas 5., aktualisierte und erweiterte Auflage (864 S.) |
|             | 2009      | Weltatlas 6., aktualisierte und erweiterte Auflage (964 S., mit DVD-ROM) |
|             | 2012      | Weltatlas 7., völlig neu bearbeitete Auflage (1006 S., mit DVD-ROM) |